# Dinamide
Dinamide Filoromeo (in greco antico: Δύναμις Φιλορωμαῖος?, Dýnamis Philoromaîos; 62 a.C. circa – 8), chiamata nella storiografia moderna Dinamide del Bosforo, è stata una regina pontica, regnante nel Bosforo Cimmerio.

## Biografia

### Origini familiari
Dinamide era la figlia di Farnace II del Ponto e di sua moglie, una donna di origini sarmate; era quindi nipote di Mitridate VI il Grande e Laodice. Aveva due fratelli: Dario e Arsace.

### Regno (17 a.C. - 8 d.C.)
Dinamide era moglie del re del Bosforo Cimmerio Asandro e nel 17 a.C., quando alla morte del re il regno fu usurpato da Scribonio, questi, per legittimare la sua pretesa, sposò Dinamide; l'Impero romano, allora, inviò il nobile pontico Polemone per cacciare l'usurpatore, ma Scribonio nel frattempo fu assassinato dai suoi sudditi e Dinamide rimase a governare il regno da sola. Per non scontrarsi con i romani, Dinamide accettò di sposare Polemone, che unì sotto di lui i due regni del Bosforo Cimmerio e del Ponto.
Dinamide, tuttavia, scappò da Polemone e insieme al sarmata Aspurgo, che sposò, combatté contro Polemone, che alla fine morì nell'8 a.C. Dimanide regnò quindi come unica sovrana del Bosforo, chiamandosi "imperatrice" e "amica dei romani" e onorando Livia Augusta come sua "benefattrice". Il suo regno durò fino alla sua morte nel 8 d.C. Da Aspurgo, che regnò dopo di lei, ebbe un figlio, Tiberio Giulio Mitridate.